# Павлюк Михайло Вікторович
Михайло Вікторович Павлюк (нар. 6 квітня 1984, місто Чернівці Чернівецької області) - український громадський діяч, науковець, виконувач обов'язків голови Чернівецької обласної державної адміністрації (з 23 листопада 2018 року по 22 листопада 2019 року). Кандидат політичних наук (2009). Засновник громадської організації «Центр актуальних місцевих ініціатив». 18 грудня 2020 року обраний заступником голови Чернівецької обласної ради VIII скликання. 

## Біографія
У вересні 2001 — червні 2006 року — студент Чернівецького національного університету імені Юрія Федьковича. У червні 2006 року закінчив Чернівецький національний університет імені Юрія Федьковича, «Країнознавство», магістр міжнародних відносин, перекладач.
У липні — вересні 2006 року — фахівець 1-ї категорії відділу міжнародних зв'язків Чернівецького національного університету імені Юрія Федьковича.
У вересні 2006 — серпні 2015 року — асистент кафедри міжнародних відносин Чернівецького національного університету імені Юрія Федьковича. У 2007 р. навчався у Гарвардській літній школі (Гарвардський університет, США). 
У 2008–2009 рр. згідно з рішенням науково-технічної ради ЧНУ, будучи в аспірантурі, обраний стипендіатом Президента України.
У 2006-2010 рр. радник голови Чернівецької обласної державної адміністрації з питань інтеграції до ЄС та НАТО (на громадських засадах, позаштатом).
У 2010 році заочно закінчив Чернівецький національний університет імені Юрія Федьковича, «Правознавство», магістр права.
З серпня 2015 року по грудень 2019  — доцент кафедри міжнародних відносин Чернівецького національного університету імені Юрія Федьковича.
Одночасно, у вересні 2015 — травні 2017 року — технічний директор ТОВ «Буковина Солар 1» у місті Чернівці.
У 2014-2016 рр. – член регіональної робочої групи з питань децентралізації та реформи місцевого самоврядування.
З 10 травня 2017 року — 1-й заступник голови Чернівецької обласної державної адміністрації. Має 5 ранг державного службовця. 
З 23 листопада 2018 по 22 листопада 2019 року — виконувач обов'язків голови Чернівецької обласної державної адміністрації. Голова ради регіонального розвитку Чернівецької області.
Депутат Шевченківської районної у місті Чернівці ради (2007—2010). Депутат Чернівецької обласної ради VI скликання (2010—2015).
З 2020 року — заступник голови Чернівецької обласної ради. Рішенням І сесії обласної ради присвоєно ІІІ ранг посадової особи місцевого самоврядування. Заступник голови координаційної ради голів громад при Чернівецькій обласній раді та заступник співголови робочої групи з підготовки змін до Стратегії розвитку Чернівецької області на період до 2027 р. Також є членом робочої групи з питань соціального забезпечення Захисників та Захисниць; обласної постійно діючої комісії з питань підтримки вразливих верств населення у рамках Програми «Турбота»; наглядової ради за діяльністю установ/закладів системи соціального захисту населення Чернівецької області;  регіональної ради з питань внутрішньо переміщених осіб; експертної групи щодо книговидання.
У 2023 р. учасник "Fisher Family Summer Fellows Program", яка запроваджена Центром демократії, розвитку та верховенства права та стажувався у Стендфордському університеті (США). 
Член правління Чернівецької обласної організації «Просвіта» та  ГО «Всесвітній день вишиванки». Один з ініціаторів проведення щорічної міжнародної науково-практичної конференції молодих вчених "Актуальні проблеми зовнішньої політики України". 
Є членом редколегії всеукраїнського щоквартального часопису «Буковинський журнал», вісника Інституту політичних та геополітичних досліджень та «Буковинського вісника державної служби та місцевого самоврядування». Колумніст найстарішої в області газети "Буковина". Автор більше 60 наукових статей на тему європейської та євроатлантичної інтеграції України, переваг членства України у ЄС та НАТО, взаємодії з міжнародними організаціями, процесів децентралізації в Україні, залучення громадянського суспільства до процесів державотворення.
Одружений, виховує трьох дітей.

## Нагороди, почесні звання
Почесна грамота Чернівецької обласної державної адміністрації та Чернівецької обласної ради (2006), Почесна грамота Чернівецької обласної ради (2014, 2019).